# Водице посвећене Великој Госпојини
Водице посвећене Великој Госпојини, налазе су Александрову, градској четврти Суботице, као комплекс водица заједно са природним окружењем је јединствен пример сакралног народног градитељства обе конфесије на тлу Војводине. Водице представља непокретно културно добро као споменик културе.
Водице се састоји из православне капеле са бунаром и крстом, и католичке капелице са бунаром и распећем. Православна капела је изграђена 1885. године, а реновирана је 1900. године. Капела је наново изграђена у стилу неовизантије 1940. године, према пројектима Драгутина Молцера. Ово је последњи неовизантијски храм на тлу северне Бачке, који је грађен пре Другог светског рата. Католичка капелица је изграђена 1900. године у стилу провинцијског необарока. Православна црквица је постављена у правцу исток – запад, док је католичка у правцу север – југ. Претходне капелице су грађевински биле врло сличне, малих габарита, двоводног крова и са забатом по узору на рустични барок.
Специфично је то што су обе капелице отворене, са прочељем које се наслања на свод повећан са два стуба чинећи мали трем. Испред сваке капелице је крст, односно распеће са натписима: У славу Божју Меланија Дра, Владислава Манојловића 1914 (православци), Isten dicsőségére emeltette Sándor Község Katolikus Közössége 1893. Камен темељац цркве је постављен 31. августа 1924.
Нови православни храм се уклапа у постојећи амбијент. Пројектант је вешто искористио благу заталасаност терена и по функцији и по габариту направио складну денивелацију цркве у два нивоа. У горњем нивоу је затворени простор са типичним квадратном основом, са апсидом и кубетом изнад наоса. У доњем нивоу је отворени трем кога дефинишу неовизантијски стубови и кућиште за воду. Основа је разуђена, вертикални габарит такође. Кровни покривач је благих нагиба од ћерамиде, зидови од опеке, малтерисани и пресвучени хирофом, сокл од вештачког камена.
Плато око капеле од бетона, а прилазна стаза од опеке. Унутра је капела окречена у две боје: глатки зидови у светлоплаво, док је лучни део апсиде наглашен јарком ружичастом бојом. Капела нема иконостаса, у апсиди је само часна трпеза. На бочним зидовима су породичне иконе дарови верника. У порти цркве су спомен табле са именима дародаваца из 1940. и 1960. године, који су омогућили изградњу и обнову капеле.
У католичкој капелици је рељеф Богородице, а у апсиди су захвалне таблице.